# Андрусів Стефанія Миколаївна
Стефа́нія Микола́ївна А́ндрусів (нар. 26 листопада 1942, с. Ріпчиці Меденицького району Дрогобицької області, нині Дрогобицького району Львівської області — 11 серпня 2018, місто Львів)  — українська літературознавиця, культуролог, літературний критик, член Національної спілки письменників України (з 1988 року), доктор філологічних наук (1996 р.).

## Життєпис
1970 року закінчила філологічний факультет Львівського університету. Працювала науковим співробітником у Львівській картинній галереї, викладачем української літератури у Львівському сільськогосподарському інституті, викладачем українознавства в Люблінському університеті (Польща). Перебувала на науковій роботі у Львівському відділенні Інституту літератури НАН України. Викладала теорію та історію культури у Львівському національному університеті.
Авторка книжок «Роман Іваничук. Нарис творчості», «Подорож без кінця» та багатьох публікацій у періодичних виданнях.
Похована на полі № 1 а Личаківського цвинтаря.